# Jacinto Benavente
Jacinto Benavente y Martínez (Galapagar kraj Madrida, 12. kolovoza 1866. – isto, 14. srpnja 1954.), španjolski dramatičar i novinar.
- Dobitnik Nobelove nagrade za književnost za 1922. godinu.